# Synagogue de Vukovar

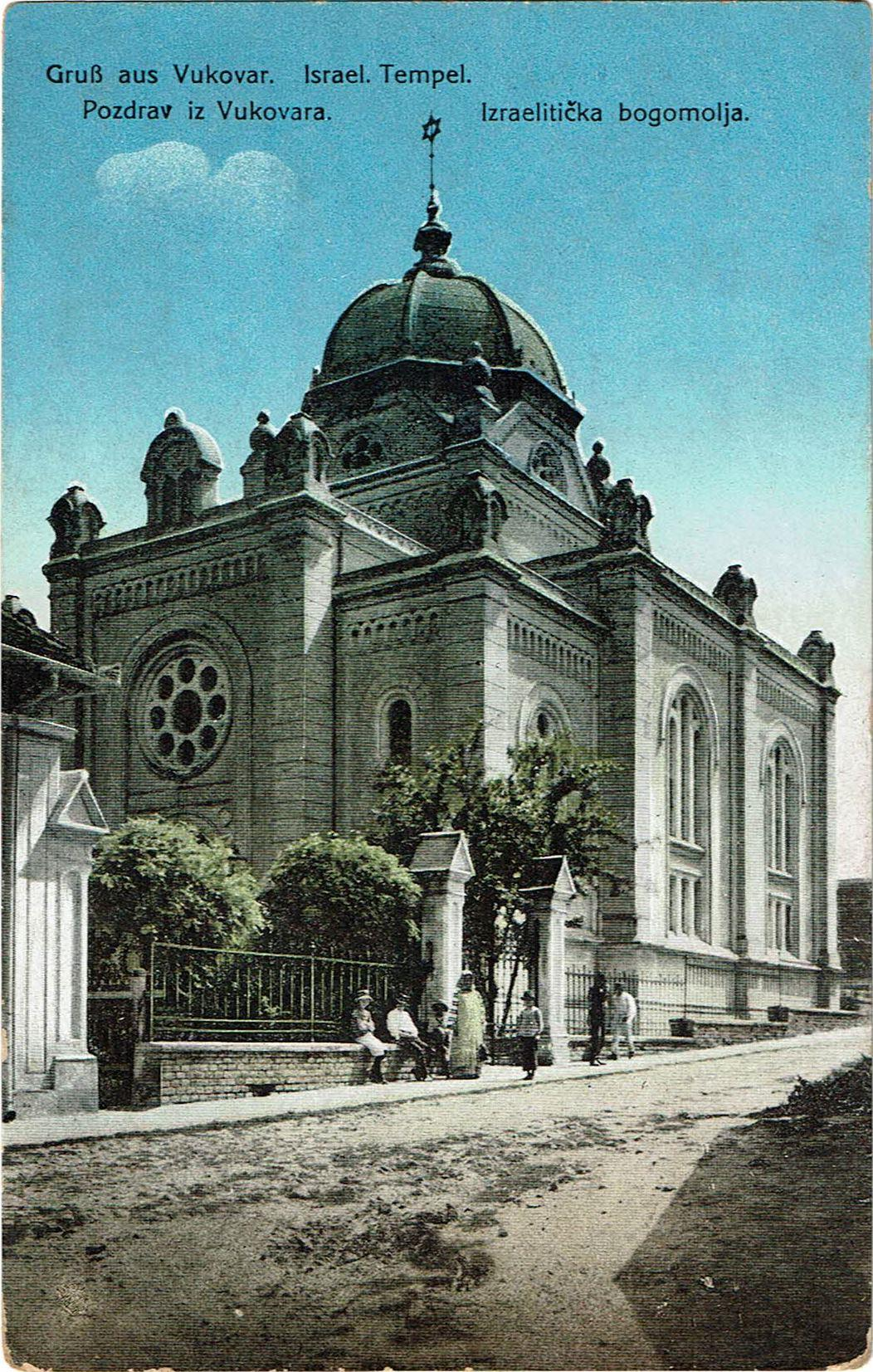
La synagogue de Vukovar en 1900

La synagogue de Vukovar était la principale synagogue de la communauté juive de Vukovar, en Croatie,
Les Juifs de Vukovar se sont installés dans la ville au XIXe siècle en provenance d'autres royaumes des Habsbourg. La première synagogue est construite en 1845 mais vendue à l'église calviniste de la ville en 1910. En 1889, l'architecte Ludwig Schöne construit cette synagogue plus grande, pouvant servir plus de 200 membres de la communauté juive locale. En 1941, pendant la seconde Guerre Mondiale, la synagogue est pillée et dévastée par les Nazis. Presque tous les membres de la communauté Juive sont assassinés tués pendant l'Holocauste, y compris le Rabbin Izrael Scheer et sa femme,. En 1958, les autorités communistes de la Yougoslavie démolissent la synagogue et vendent le reste des ruines.